# یواس‌اس نیوآرک (سی-۱)
یواس‌اس نیوآرک (سی-۱) (به انگلیسی: USS Newark (C-1)) یک کشتی بود که طول آن ۳۱۱ فوت ۴ اینچ (۹۴٫۸۹ متر) بود. این کشتی در سال ۱۸۹۰ ساخته شد.